# Episodi di Kojak (quinta stagione)
Questa voce contiene trame, dettagli e crediti dei registi e degli sceneggiatori della quinta stagione della serie televisiva Kojak.
Negli Stati Uniti, la serie andò in onda sulla CBS dal 2 ottobre 1977 al 18 marzo 1978.
In Italia, questa stagione fece la sua comparsa su Rai 1 il 1 dicembre 1982 con il settimo episodio. Nella prima trasmissione italiana, gli episodi furono mandati in onda in un ordine non cronologico e mescolati a episodi della stagioni precedenti.
| n° | Titolo originale               | Titolo italiano                      | Prima TV USA     | Prima TV Italia  |
| -- | ------------------------------ | ------------------------------------ | ---------------- | ---------------- |
| 1  | The Queen of Hearts is Wild    | Il jolly è la donna di cuori         | 2 ottobre 1977   |                  |
| 2  | A Strange Kind of Love         | Uno strano amore                     | 9 ottobre 1977   | 1 gennaio 1983   |
| 3  | Laid Off                       | Un poliziotto nei guai               | 16 ottobre 1977  |                  |
| 4  | Cry for the Kids               | Pietà per i ragazzi                  | 23 ottobre 1977  |                  |
| 5  | Once More from Birdland        | Ancora una volta insieme             | 30 ottobre 1977  |                  |
| 6  | Caper on a Quiet Street        | Alla ricerca della refurtiva perduta | 6 novembre 1977  |                  |
| 7  | Letters of Death               | Un mondo d'illusioni                 | 13 novembre 1977 | 1 dicembre 1982  |
| 8  | Tears for All Who Loved Her    | Lacrime per chi l'ama                | 20 novembre 1977 | 25 dicembre 1982 |
| 9  | The Summer of '69 (Part 1 & 2) | Quell'estate del 69 (parte 1 & 2)    | 4 dicembre 1977  |                  |
| 10 | The Summer of '69 (Part 1 & 2) | Quell'estate del 69 (parte 1 & 2)    | 10 dicembre 1977 |                  |
| 11 | Case Without a File            | Caso non schedato                    | 17 dicembre 1977 |                  |
| 12 | I Could Kill My Wife's Lawyer  | Come uccidere l'avvocato             | 24 dicembre 1977 |                  |
| 13 | Justice for All                | Giustizia per tutti                  | 7 gennaio 1978   |                  |
| 14 | Mouse                          | La rivolta del topo                  | 21 gennaio 1978  |                  |
| 15 | Chain of Custody               | Indagine privata                     | 28 gennaio 1978  |                  |
| 16 | The Captain's Brother's Wife   | Castelli in aria                     | 4 febbraio 1978  |                  |
| 17 | No License to Kill             | Il killer                            | 11 febbraio 1978 | 17 novembre 1982 |
| 18 | The Halls of Terror            | Terrore in corsia                    | 18 febbraio 1978 | 10 novembre 1982 |
| 19 | May the Horse Be with You      | Quattro soci per un purosangue       | 25 febbraio 1978 |                  |
| 20 | Photo Must Credit Joe Paxton   | L'ultimo flash                       | 4 marzo 1978     |                  |
| 21 | Sixty Miles to Hell            | Due bionde e tanti trucchi           | 11 marzo 1978    |                  |
| 22 | In Full Command                | La psicosi del comando               | 18 marzo 1978    |                  |